# Květnová krize
Květnová krize roku 1938 byla krátká epizoda mezinárodního napětí, způsobená zprávami o pohybech německých vojsk proti Československu, které byly interpretovány jako bezprostřední hrozba vypuknutí války v Evropě. Tato napjatá situace sice brzo odezněla, protože nebyly zjištěny žádné skutečné známky soustřeďování vojsk, avšak důsledky květnové krize byly dalekosáhlé.

## Ohrožení válkou

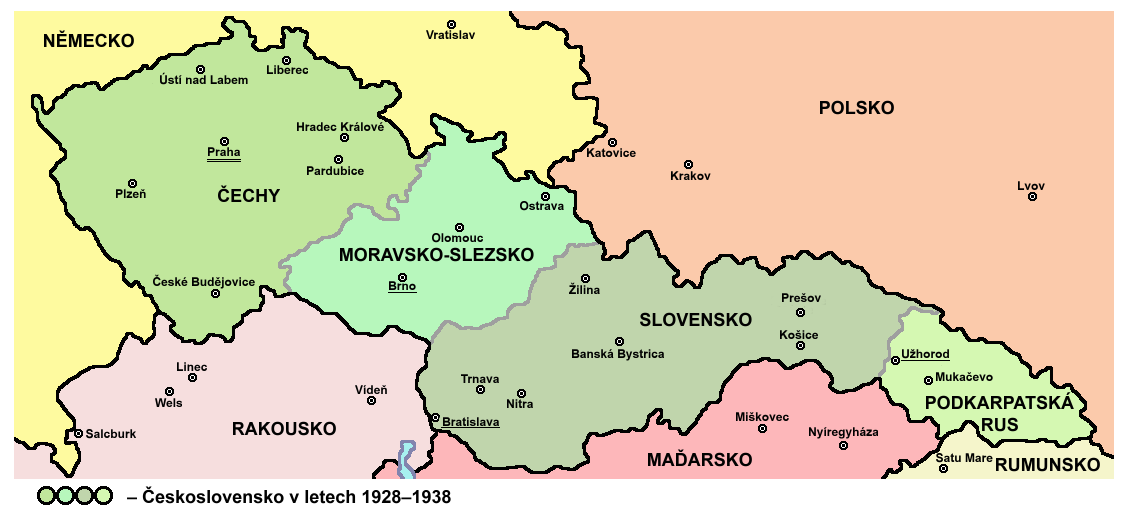
Československo v letech 1918–1938 (Rakousko bylo v březnu 1938 anektováno Německem)

Vzhledem k nedávné německé anexi Rakouska v březnu 1938 a pokračujícím nepokojům v Sudetech bylo mezinárodní napětí ve střední Evropě koncem jara 1938 již značně vysoké. Během 19. května se objevily zprávy o soustřeďování německých vojsk blízko hranic Československa, které daly vzniknout obavám z bezprostředního německého útoku. V reakci na tyto zprávy – které pocházely především ze zdrojů československé zpravodajské služby – nechalo Československo dne 20. května mobilizovat řadu vojenských záložníků a posílilo obranu hranic (Stráž obrany státu). ČSR svou vojenskou připraveností překvapila celou Evropu. Mobilizace upevnila československou státní moc v pohraničí, ovšem odkryla Němcům nástupový plán československé armády.
Vláda Francie (hlavního spojence Československa) a Británie, obě znepokojeny vzniklou situací, varovaly Německo, že v případě jeho útoku přijdou Československu na pomoc. Německá vláda popřela, že by docházelo k jakýmkoli potenciálně agresivním přesunům vojsk. Vzhledem k absenci skutečných známek vojenských aktivit do 23. května atmosféra akutní krize pominula.

## Důsledky krize
Rozhodná diplomatická reakce Francie a Británie byla v rozporu s jejich obecným kurzem politiky appeasementu vůči nacistickému Německu, nakonec však vedla k posílení této politiky. Přestože Sudetoněmecká strana (SdP) podněcovala podle instrukcí z nacistického Německa nepokoje v Sudetech, kvůli květnové krizi Francie a zvláště Británie, obávajíce se války s Německem, zesílily tlak na československé úřady, aby vůči SdP učinily ústupky.
V Německu, o kterém panovalo přesvědčení, že ustoupilo kvůli provedeným československým obranným opatřením a francouzské a britské diplomatické reakci, posloužila krize k posílení nepřátelství vůči Československu. Během několika dní zrevidoval Adolf Hitler směrnici pro Fall Grün, plán útoku na Československo. Nová směrnice vydaná 30. května 1938 s termínem realizace určeným na počátek října 1938 uváděla: „Je mým nezměnitelným rozhodnutím rozdrtit Československo vojenskou akcí v blízké budoucnosti“.
V roce 1938, osudovém roce pro Československo, byla květnová krize krátkodobou, ale významnou epizodou. Přestože se prozatím neprokázaly žádné známky německých útočných příprav, výsledek krize znamenal významný krok na cestě k Mnichovské dohodě a vnucenému rozbití Československa. Je s podivem, že totožnost zdroje zavádějících informací o soustřeďování německých vojsk, které byly poskytnuty československé zpravodajské službě, a přesná motivace tohoto kroku zůstávají nejisté.